# Daddy (canción de Korn)
"Daddy" es una canción de la banda de nu metal Korn de su álbum homónimo de 1994. Es la última canción del álbum.

## Concepto
Jonathan Davis ha dicho que la canción trata de ser abusado sexualmente de niño y no ser creído. Sin embargo, él ha negado de que haya sido abusado de manera sexual y psicológica por parte de su padre, y el título y sus conceptos son de que sus padres no le creyeron. La canción causó que muchos asumieran que el papá del vocalista, Rick Davis, haya abusado de su hijo, siendo una vergüenza para Rick, aunque su hijo ha dicho en muchas entrevista que se trata de un amigo de la familia. Tanto Jonathan como Rick han decidido no revelar el nombre de esa persona.
En una entrevista con Kerrang!, Davis comento sobre la canción:

"Cuando era niño, alguien abusaba de mí y fui a mis padres y se lo conté, y ellos pensaron que estaba mintiendo y bromeando. Nunca hicieron nada al respecto. No creían que le estuviera pasando a su hijo.... No me gusta hablar de esa canción. Esto es lo máximo que he hablado de ella...."

En una revista con Rolling Stone, Davis declaró que se siente cómodo tocando la canción. Davis subió un video sobre la canción a YouTube, diciendo que el abusador que había sido su niñera, había muerto desde entonces.

## Estructura
La canción lleva eventualmente a Jonathan Davis quedar encerrado en un cuarto, mientras dice cosas hostiles presuntamente al abusador, Davis empieza a llorar por un largo periodo de tiempo mientras que una canción de la vocalista Judith Kiener empieza a sonar. La banda continua tocando una versión instrumental de la canción hasta que suena una puerta cerrarse. El resto de la banda no sabía que la canción se trataba de la infancia de Davis antes de grabarla.
Después de 5 minutos de silencio después de que terminara la canción, una discusión se puede oír; es un audio que encontró el productor Ross Robinson en una casa abandonada. El argumento gira alrededor de un hombre llamado Michael y su esposa Geri conversando sobre la instalación de una pieza de automóvil (aparentemente un colector de escape en un Dodge Dart). Se oye a Michael gritar a Geri sobre los méritos de la instalación. Esta pista oculta se llama "Michael & Geri".

## Actuaciones
La canción, a pesar de ser una de las favoritas de los fans, nunca se toco en vivo después de que fuera grabada para el álbum; una versión temprana de la canción fue tocada en los primeros tres shows de la banda, Jonathan Davis ha dicho que la canción es demasiado como para tocarla en vivo.
Sobre la canción, el guitarrista James Shaffer dijo:

"Ya está emocionalmente agotado cuando abandona el escenario después de nuestro set, así que no podía imaginarlo abandonando el escenario después de tocar esa canción."

"No toco esta canción en vivo debido a que es mágica." Davis dijo. "Si toco esa canción una y otra vez cada noche, perdería su significado. No quiero que la gente espere que me vuelva loco como lo hice en esa. Eso fue lo que pasó en ese momento, y esa magia fue capturada, y no quiero joderla."
Korn anunció que tocarían el álbum homónimo completo en las giras por el 20 aniversario del lanzamiento del álbum, incluyendo a "Daddy"; Sin embargo, la banda más tarde anunció que ellos tocarían el álbum completo en festivales, por lo que no tocaron "Daddy" durante la gira Prepare for Hell con Slipknot y King 810.